# Zoophilie
 Mise en garde médicale
La zoophilie (du grec ancien ζῷον / zỗion (« animal ») et φιλία / philía (« amitié »), est une paraphilie dans laquelle un animal est l'objet du désir sexuel.
Apparu au XIXe siècle, le terme est à l'origine utilisé dans un sens « platonique ». Ainsi, un journal animé par Victor Hugo s'appelait Le Zoophile. Par extension, le terme a ensuite désigné l'attirance sexuelle d'un être humain pour un ou plusieurs animaux, acception aujourd'hui la plus courante. Les individus ayant une attirance ou une excitation envers des animaux sont appelés « zoophiles ».
Généralement considérée comme une déviance ou une perversion sexuelle, elle devient une paraphilie si elle remplit ces critères, bien qu'elle ne soit plus mentionnée depuis 1980 dans le Manuel diagnostique et statistique des troubles mentaux (DSM), la référence psychiatrique américaine et mondiale en matière de troubles mentaux. Certains, par exemple le philosophe et auteur Peter Singer (qui milite dans les mouvements pour les droits des animaux), affirment que le sexe homme-animal n'est pas intrinsèquement immoral.
Cette pratique était autrefois connue sous le nom de « bestialité ». Au XXIe siècle, ce terme est souvent utilisé pour désigner le passage à l'acte sexuel effectif qui peut découler d'une attirance zoophile. Il est aussi question, dans ce cas, d'« actes zoophiles ». Dans la plupart des pays, les activités zoophiles sont illégales en vertu des lois de cruauté envers les animaux ou de « crime contre la nature » ; cependant, la notion d'« abus » est contestée par certains zoophiles.

## Terminologie

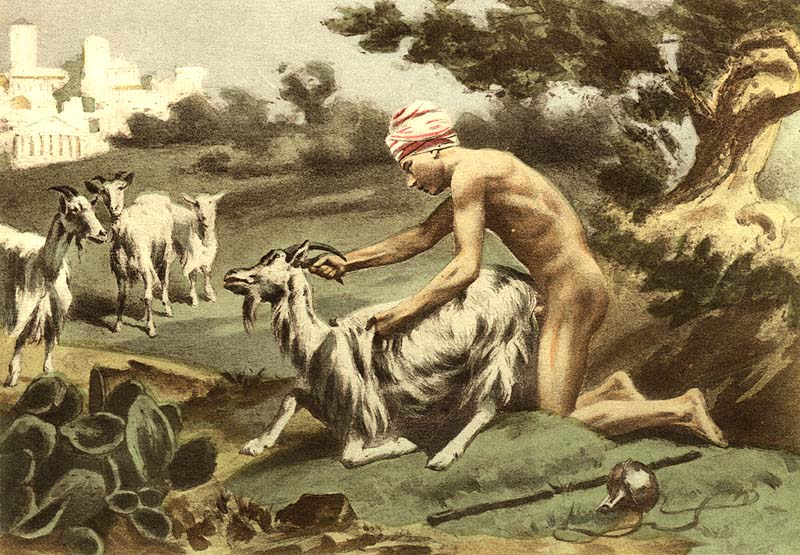
Chèvre sodomisée par un berger grec, lithographie de Paul Avril.

Le terme « zoophilie » est employé pour la première fois en 1886 par Richard von Krafft-Ebing, dans son livre Psychopathia sexualis.
En sexologie, en psychologie et dans le langage courant, ce terme possède une large signification, telles que : l'affinité, l'affection, ou bien l'attirance sexuelle pour un partenaire non humain. Ce terme désigne l'attirance sexuelle envers les animaux et, moins couramment, la paraphilie du même nom.
Selon le psychologue Christopher Earls, « la bestialité est l’acte sexuel avec un animal, qui peut être exploratoire, alors que la zoophilie devrait désigner la préférence pour cette pratique lorsque des partenaires humains sont disponibles ».
Le terme « zoosexualité » désigne l'ensemble du spectre des émotions, des attirances ou orientations sexuelles envers les animaux. Le terme « zoosexuel » est utilisé depuis le début des années 2000 (plus précisément en 2002), mais n'est guère utilisé en français. Les individus ayant une forte affinité envers les animaux, mais sans attirance sexuelle, peuvent être qualifiés de zoophiles « non sexuels » (ou « émotionnels »), mais peuvent rejeter le terme « zoophile ». Ces individus sont parfois appelés « animalistes » ou plus couramment « amoureux des bêtes ». Dans certains pays, les zoophiles sont appelés « zoosexuels » ou simplement « zoos ».
D'autres définitions de la zoophilie comprennent l'« affinité ou l'affection pour les animaux », l'« attirance érotique pour les animaux ou par contact sexuel avec elles », l'« attirance animale ou d'affinité pour eux » et la « fixation érotique sur les animaux qui peuvent conduire à l'excitation sexuelle par le contact réel ou imaginé avec eux ». La caractéristique commune des différentes définitions de cas de bestialité est une sorte de lien affectif avec les animaux ; émotionnelle et/ou sexuelle. L'amour pour les animaux (qui n'est pas sexuel) est en général toléré et accepté par la société.
Le terme ambigu de « sodomie » était utilisé autrefois pour désigner les actes sexuels non procréatifs. Le terme bestialité désigne les actes sexuels entre humains et animaux. Ce terme n'implique pas, par lui-même, la motivation ou l'attitude.
Pour les zoophiles, et certains chercheurs[Qui ?], le terme « bestialiste[citation nécessaire] » a acquis une connotation négative, impliquant un désintérêt pour les besoins et les émotions de l'animal. Cette connotation trouve son origine dans le désir de certains zoophiles d'établir une distinction claire entre la zoophilie, une orientation sexuelle à part entière, et le simple acte sexuel avec un animal. D'autres se distinguent zoophile ou bestialiste suivant la définition du dictionnaire.
Le terme de « zoosadisme » désigne la torture et des sévices infligés à un animal dans le but d'obtenir un plaisir sexuel. Ce terme inclut aussi les abus sexuels pratiqués sur les animaux.
La zoophilie est définie comme l'« attachement excessif pour les animaux ». Ici, l'individu porte une telle passion, admiration, pour les animaux qu'il en ressent une attirance sexuelle (mais sans forcément passer à l'acte). Le zoophile est décrit comme une « personne qui manifeste ou relève de l’intérêt, de l'amour pour les animaux ». Certains zoophiles font une distinction très claire entre zoophiles et bestialistes, les premiers étant ceux qui aiment les animaux, les seconds étant ceux qui ont des relations sexuelles avec des animaux sans ressentir la moindre attirance émotionnelle envers ces animaux. Dans ce cas, la bestialité est définie comme une « perversion sexuelle par relation avec des animaux » : il s'agit de personnes dont le seul intérêt est sexuel et pour lesquelles l'animal n'est qu'un objet. Certains zoophiles n'ont des relations sexuelles qu'avec des animaux et ne montrent aucun intérêt pour les humains : ils sont parfois appelés « zoophiles exclusifs ».

## Origine
Lorsque l'on ignore les étapes du processus d'éveil de la libido (étudiées par Sigmund Freud et Henri Wallon, et évoquées par Boris Cyrulnik) et l'importance des facteurs contextuels sur l'émergence du désir et sa « cristallisation » en fonction des êtres ou des objets environnants, les comportements sexuels revêtent un caractère incompréhensible : par le passé, leur origine a souvent été attribuée à des pathologies de l'instinct sexuel ou à des troubles de la sexualité.

### Perspectives psychologiques

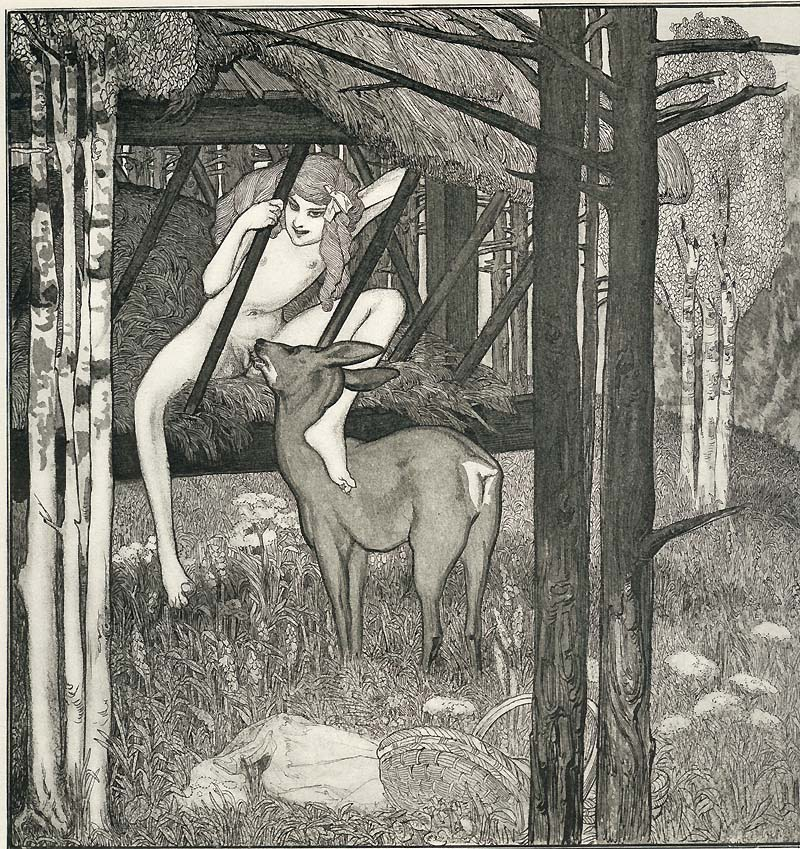
Jeune fille avec un chevreuil, œuvre de Franz von Bayros.

Bien qu'actuellement cette activité soit globalement peu pratiquée, il existe néanmoins quelques sociétés dans lesquelles l'activité sexuelle avec des animaux est culturellement acceptée.
Par exemple, dans son étude sur la sexualité de la population américaine, Kinsey enregistre de nombreuses déclarations de relations sexuelles avec des animaux, principalement dans les régions agricoles :

« Dans maints cas, le jeune campagnard s'initie aux rapports animaux parce qu'il sait que ses compagnons se livrent à une activité semblable. Ceci est particulièrement vrai dans les régions de l'Ouest des États-Unis où les adultes aussi bien que les adolescents pratiquent assez souvent (fréquence d'environ 40 % des hommes) de tels rapports sexuels qui peuvent être le sujet de conversations fréquentes. Il n'est pas rare, dans certaines régions rurales, de trouver des individus qui admettent ouvertement une satisfaction érotique, due à de tels rapports. […] Psychiquement parlant, les rapports avec les animaux peuvent revêtir une importance considérable pour le garçon qui en fait régulièrement l'expérience. Alors que les premiers rapports ne lui procurent souvent guère plus que la satisfaction due à la stimulation physique, la situation change complètement pour le garçon qui a des rapports fréquents avec des animaux particuliers. L'intensité de la réaction psychique du garçon est mise en évidence par la place prépondérante que peuvent prendre les rapports avec les animaux dans ses rêves nocturnes. »

Les premières études concernant la bestialité datent de 1910 tandis que les premières à avoir le thème principal de la bestialité datent de 1960 environ. Toutes les études importantes sur le sujet, depuis Masters (1962) à Wienberg (2003), ont quelques principes communs et des conclusions.
Dans le domaine de la psychologie, la zoophilie est considérée comme un trouble mental[réf. nécessaire]. Une étude publiée dans le Journal of Forensic and Legal Medicine en 2011 déclare qu'il existe de différents types notables de zoophilie impliquant jeux de rôle sexuels humains-animaux, fantasmes zoophiles, romantisme zoophile, fétichisme zoophile, zoosadisme, zoophilie opportuniste, zoophilie régulière et zoophilie spécifique.

### Exemples culturels

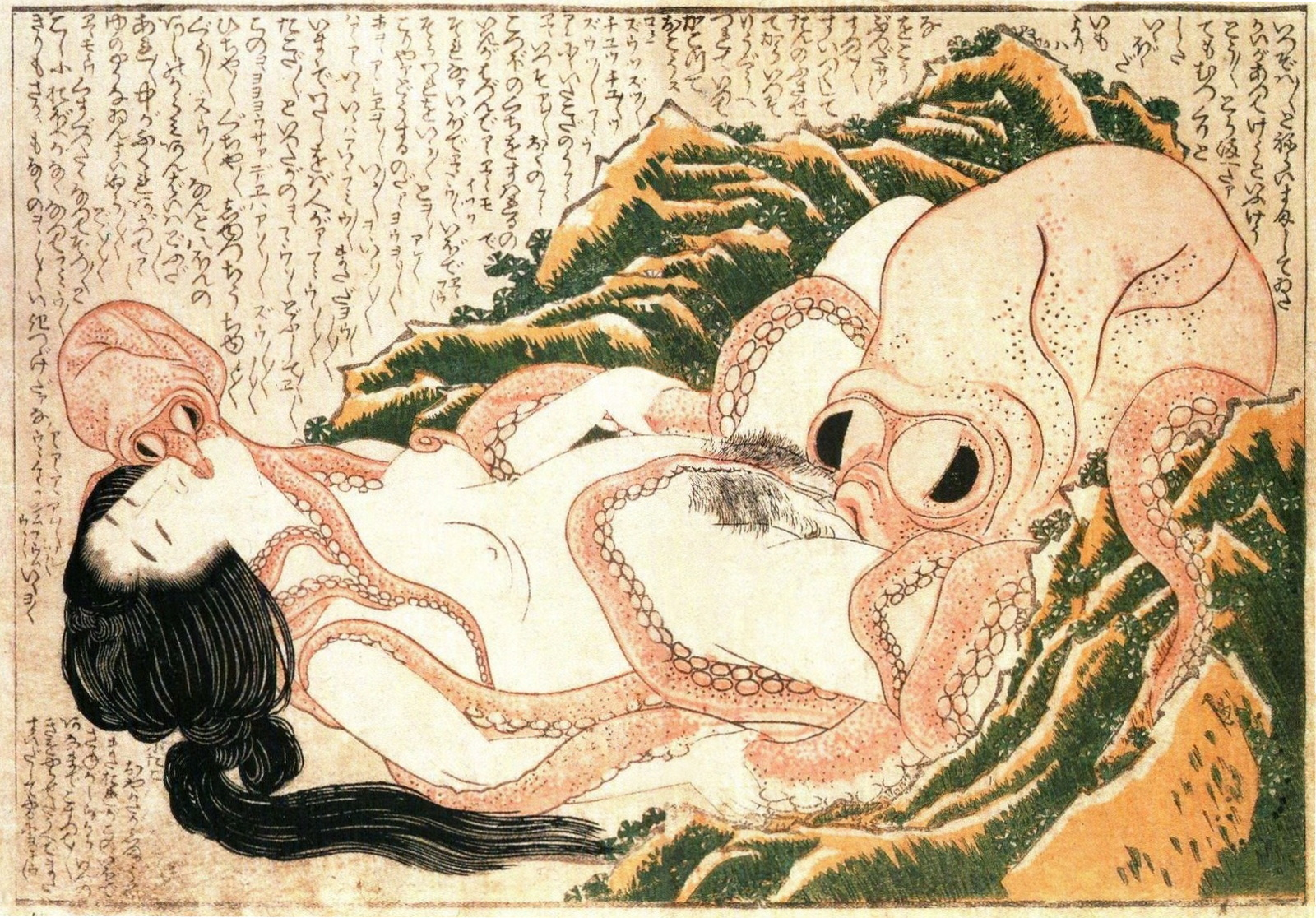
Le « rêve de l’ama », par Hokusai, 1814.

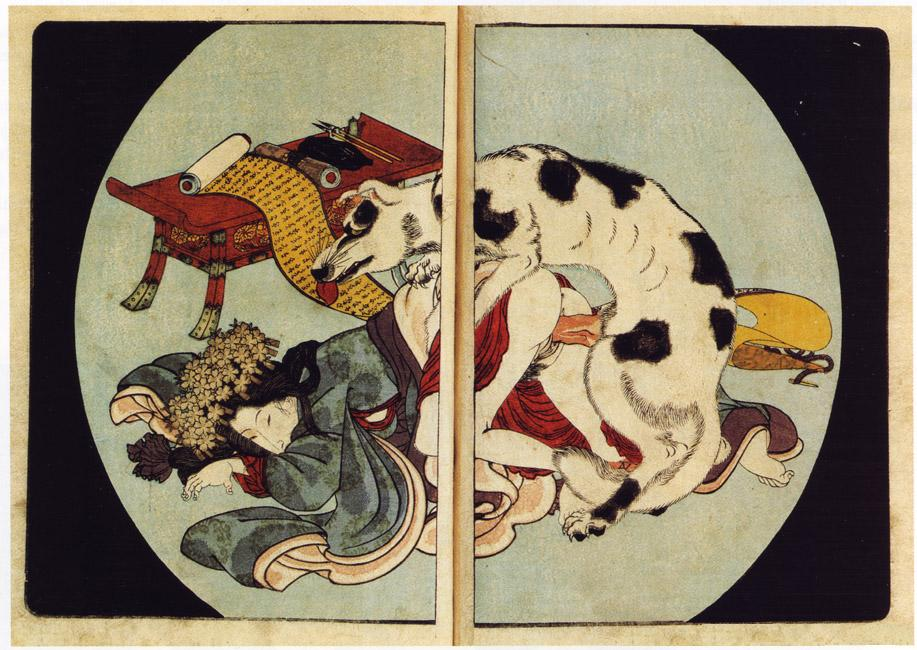
日本春宫册页《女人和狗》Utagava Kunisada

Autrefois, les êtres humains vivaient en contact étroit avec les animaux (nomades, bergers, cabane avec une seule pièce commune pour les hommes et les animaux…). L'animal était quelque chose d'habituel, de normal et d'intimement connu. La vie commune induisait une familiarisation avec les odeurs, les bruits, les formes et les mouvements des bêtes. La vie commune, en particulier depuis l'enfance, favorisait la formation de liens affectifs avec les animaux, et le caractère attachant des jeunes animaux ainsi que leurs actions volontaires vers les humains stimulaient l'attachement réciproque.
De surcroît, dans certaines sociétés[Lesquelles ?], il existe des croyances spirituelles où l'âme se réincarne dans des formes humaines ou animales. Dans certaines croyances magiques, les corps peuvent se transformer d'homme en animal et vice versa. Dans ces deux cas, l'entité spirituelle – qui est la plus importante, puisqu'elle est l'essence de l'être – reste toujours la même ; ce n'est que l'enveloppe corporelle qui change. Dans ce cadre, l'union sexuelle d'un être humain et d'un animal correspond en fait à l'union d'entités de la même espèce. La zoophilie n'est alors qu'apparence.
Sur le plan culturel, la zoophilie est acceptée dans certaines sociétés (Indiens Hopi, Eskimo Copper, Kusaians, Masai, Riffians, Fez). Les hommes ont des relations sexuelles avec des chiens, des chevaux, des ânes, des moutons et même des poules. La bestialité était fréquente dans les tribus indiennes comme celles des Indiens Hopi. Voget décrit la vie sexuelle des jeunes Amérindiens comme « très inclusif », y compris la bestialité. En outre, les Inuits du Cuivre n'avaient apparemment « pas d'aversion pour le sexe avec des animaux vivants ».

#### Monde occidental

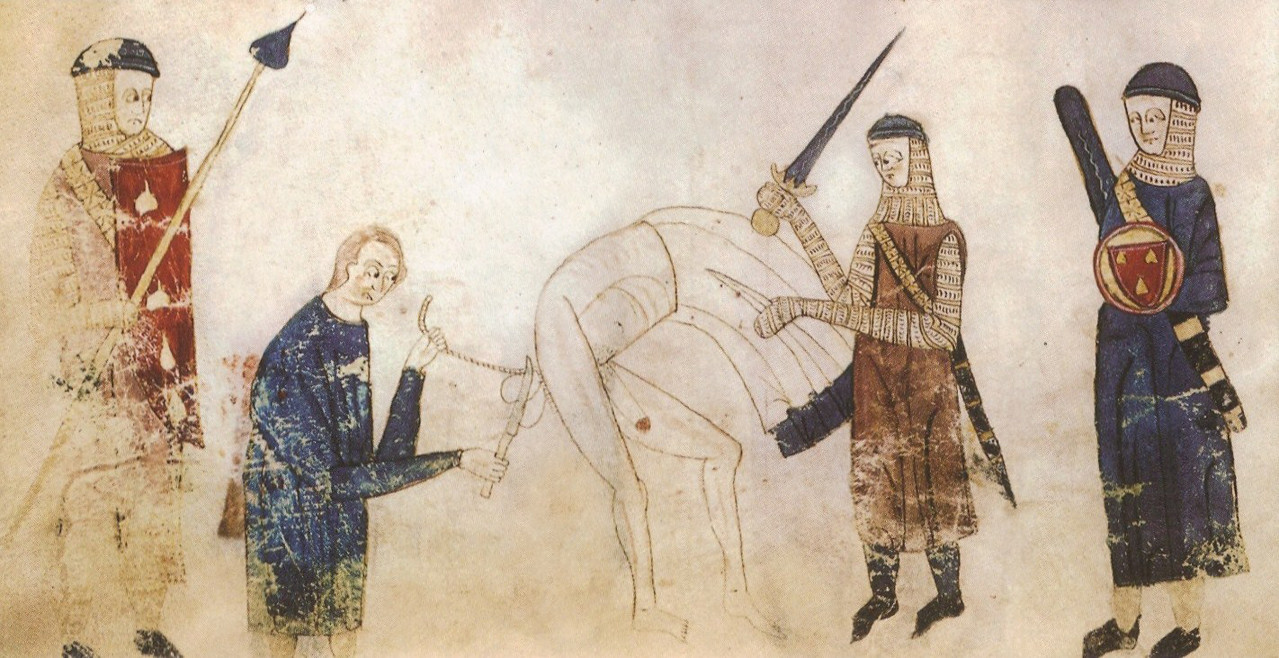
Castration pour homosexualité ou bestialité, Toulouse, 1296

La zoophilie est attestée dans le monde occidental rural, médiéval et moderne. Au Moyen Âge en France, elle est qualifiée de « crime contre nature », et elle est très fortement réprimée : la peine de mort était le chatiment le plus courant. L'animal pouvait être lui aussi brûlé sur le bûcher suivant sa condamnation lors d'un procès d'animaux. Cette utilisation des flammes est une tentative d'exorciser la vengeance divine pouvant résulter de ce crime, et une préfiguration de l'enfer qui attend son auteur.

### Perspectives religieuses

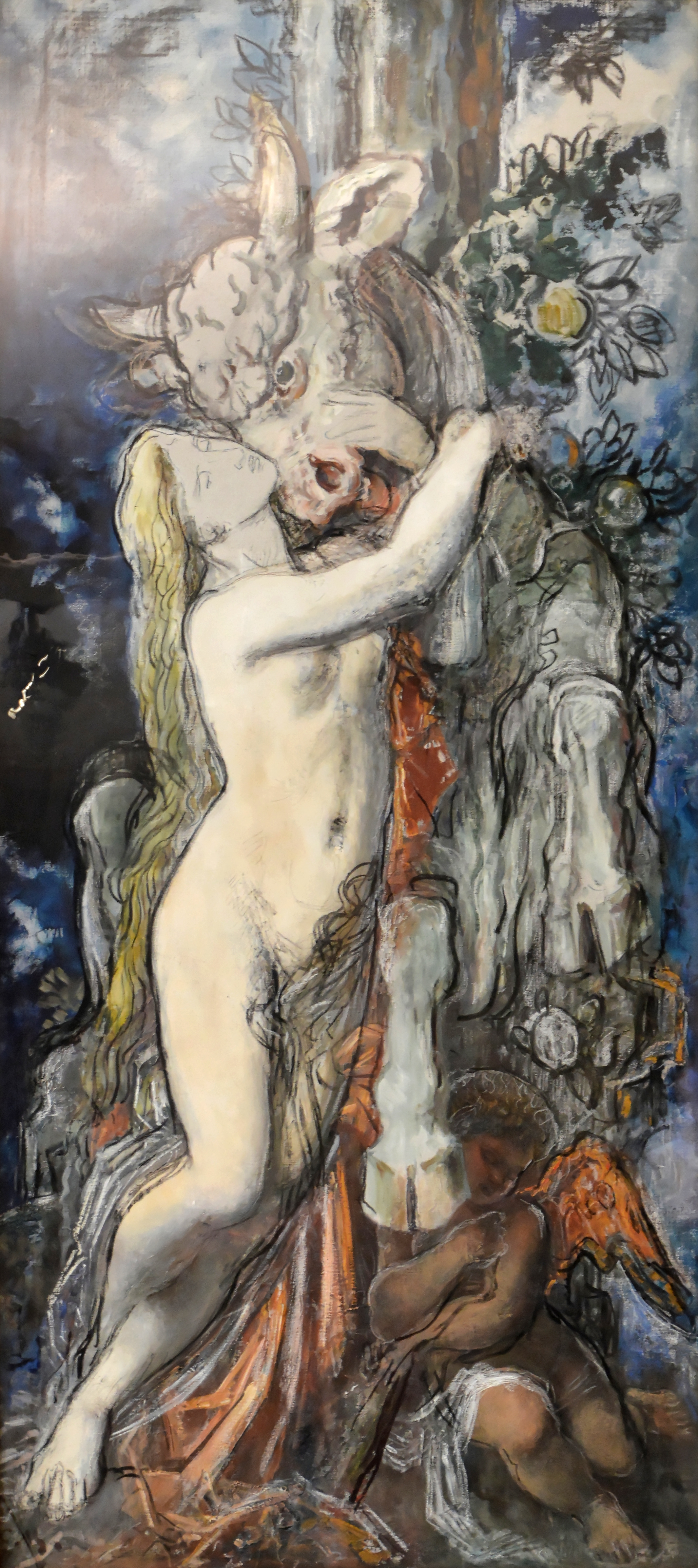
Pasiphae, G. Moreau, v. 1880

Le cas le plus célèbre de zoophilie dans la mythologie grecque est celui de l'accouplement de Pasiphaé, la femme de Minos, avec un taureau blanc, donnant naissance au Minotaure.

Dans certaines religions, en particulier dans la plupart des monothéismes, les relations sexuelles avec les animaux sont prohibées, voire punies de mort. Dans la Bible,, la bestialité est sans appel : 
« Quiconque couche avec un animal sera puni de mort ». 
« Et si un homme a des relations avec une bête, il sera certainement mis à mort ; et vous abattrez la bête.

Et si une femme s’approche d’une bête, quelle qu’elle soit, pour se prostituer à elle, tu tueras la femme et la bête ; ils en sont seuls responsables »
Ainsi, les juifs comme les chrétiens considèrent la zoophilie comme un acte immoral, se basant en cela sur la Loi juive de l'Exode ou du Lévitique ; de même, les épîtres pauliniennes désignent la zoophilie comme une dépravation. De manière générale, cet acte n'est pas considéré par les croyants comme un exemple de relation sexuelle en accord avec la volonté de Dieu.
L'Islam interdit aussi cette pratique, comme le dit cet aya :

« et qui préservent leurs sexes (de tout rapport), si ce n'est qu'avec leurs épouses ou les esclaves qu'ils possèdent, car là vraiment, on ne peut les blâmer ; alors que ceux qui cherchent au-delà de ces limites sont des transgresseurs. »

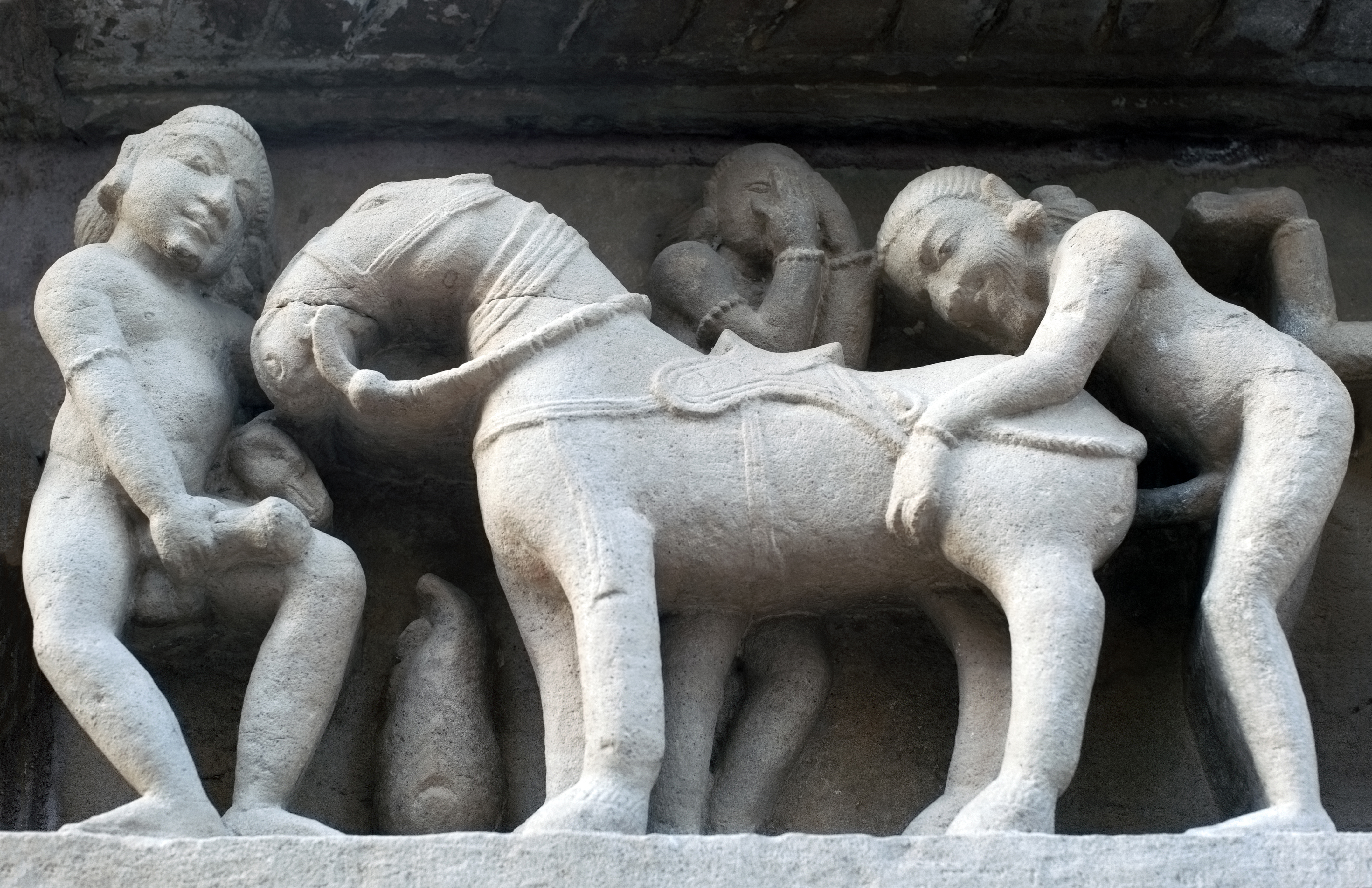
Homme ayant des rapports sexuels avec une jument pendant qu'un autre se masturbe ; sculpture à l'extérieur du temple hindou de Lakshmana à Khajurâho.

Les écrits hindous offrent plusieurs exemples de figures religieuses ayant des relations sexuelles avec des animaux (par exemple, le dieu Brahmā copulant avec un ours, ou Valli (en) née d'une biche). Dans l'art védique, on trouve des illustrations de personnes ayant des relations sexuelles avec des animaux parmi les milliers de sculptures représentant des « événements de vie » à l'extérieur du temple Khajurâho. Dans la tradition iconographique hindoue (peinture et sculpture), avoir des relations sexuelles avec un animal reviendrait à s'accoupler avec un dieu ayant pris la forme de l'animal ; ainsi, copuler avec une vache sacrée est censé porter chance. Dans la tradition dharmaśāstra, Vishnu Smrti dit qu'avoir des relations sexuelles avec un animal n'est pas mauvais si certaines conditions sont remplies[source insuffisante] et dans Manusmrti, l'accouplement entre humains et animaux est autorisé : 

« Certains sages hommes valeur de la graine, d'autres sur le terrain, et d'autres encore la graine et le terrain. Depuis sages sont nés chez les animaux femelles par la puissance de la semence, et ont été honorés et valorisés, la graine est valorisée (Manu 10,70-72). »

Dans le bouddhisme, l'éthique du comportement sexuel défend de faire du tort à soi ou aux autres. De fait, les actes de bestialité sont interdits ainsi que la pédophilie, l'adultère, le viol ou la prostitution, comme dans les religions monothéistes. Toutefois, selon le Noble Chemin octuple[réf. nécessaire], l'activité sexuelle avec des animaux est acceptable si elle n'est pas cruelle, a de bonnes intentions et de la compassion. Certains comportements sexuels, y compris ceux avec des animaux, sont explicitement interdits aux moines et aux nonnes bouddhistes. Néanmoins, Maya, mère du Bouddha Gautama, le fondateur du bouddhisme, selon la légende, aurait eu des relations sexuelles avec un éléphant blanc et aurait été fécondée par l'éléphant,.

## Communauté
Une étude en ligne, dans laquelle des internautes ont participé, conclut[Quand ?] que la majeure partie des zoophiles ne connaissent aucun autre zoophile dans leur entourage, et que la plupart d'entre eux ont engagé secrètement des activités bestiales ou qui en ont parlé à des individus de confiance, à des amis ou à leur famille.[pas clair] Internet a permis la recherche d'information sur ce sujet tout en conservant l'anonymat. Grâce à l'anonymat et la sécurité sur internet, les zoophiles ont été capables de discuter de leur paraphilie et de former des communautés en ligne,. De tels développements ont été décrits par Markoff en 1990.

## Santé
Les rapports sexuels avec des animaux exposent, comme ceux avec des êtres humains, à des risques sanitaires plus ou moins graves (infections, blessures, réactions allergiques). Les affections transmises aux humains par les animaux sont appelées zoonoses. Certaines peuvent l'être par simple contact, d'autres par les activités qui exposent au sperme, aux sécrétions vaginales, à l'urine, à la salive, aux selles et au sang des animaux.
Au nombre de ces maladies, il y a la brucellose, la leptospirose, la fièvre Q ou encore la rage. Toutefois, lorsque les animaux sont bien soignés, les risques de développer ces affections sont faibles. En outre, celles-ci peuvent être contractées par d'autres voies que des activités « sexuelles » (par exemple une morsure). Excepté les primates, les animaux ne peuvent pas transmettre le virus VIH à l'homme.
Une étude datant de 2011 tend à prouver que des relations sexuelles avec un animal peuvent causer chez l'homme le cancer du pénis. Sur cette question, Sallie Graves déclare au Huffington Post que « les résultats des études sur le cancer du pénis devraient inciter les individus à prendre des précautions comme l'utilisation d'un préservatif lors de rapports sexuels avec des animaux ». Graves reconnaît cependant que ces études n'ont pas d'effet dissuasif sur les zoophiles.
La publication de ce genre de pratique sur internet peut influencer les spectateurs, éventuellement des enfants et conduire à des blessures, en raison des différences physiques entre espèces.

## Législations
La plupart des lois interdisant la zoosexualité datent du XXIe siècle[réf. nécessaire]. Les zoophiles tendent à présenter ces lois comme étant le résultat d'un manque de connaissances[réf. nécessaire], et de la répugnance à l'idée d'un accouplement entre un homme et un animal, présenté dans un contexte sociétal et une volonté de réduire les abus. Certains auteurs considèrent ces lois comme « irrationnelles », affirmant qu'elles constituent « une violation de la liberté individuelle ».

### France
Le code pénal de 1791, promulgué par la Constituante, a aboli les crimes de sodomie et de bestialité, grâce, notamment, aux positions des pénalistes classiques (Beccaria, Bentham…) et de manière totalement conforme à la Déclaration de 1789 que la même Assemblée avait proclamée : la liberté consiste à pouvoir faire tout ce qui ne nuit pas à autrui (art. 4). La laïcisation du droit et la pensée libérale des révolutionnaires a conduit à dépénaliser les comportements homosexuels et zoophiles. Napoléon, dans son Code pénal de 1810, a confirmé cette dépénalisation. Au cours des XIXe siècle et XXe siècle, les juridictions pénales ont pu condamner des actes zoophiles violents, sur le fondement des actes cruels ou des mauvais traitements envers les animaux de compagnie ou apprivoisés.
Jusqu'en mars 2004, aucune loi ne punissait la bestialité sauf dans le cas où l'animal subissait des sévices graves. La loi no 2004-204 du 9 mars 2004 portant adaptation de la justice aux évolutions de la criminalité, qui ajoute la précision « ou de nature sexuelle » à l'article 521-1 du code pénal, explique que « le fait, publiquement ou non, d'exercer des sévices graves « ou de nature sexuelle » ou de commettre un acte de cruauté envers un animal domestique, ou apprivoisé, ou tenu en captivité, est puni de deux ans d'emprisonnement et de 30 000 euros d'amende. » À titre de peine complémentaire, le tribunal peut interdire la détention d'un animal, à titre définitif ou non.
L'amendement est adopté à l'unanimité tant à l'Assemblée qu'au Sénat. La Cour de cassation a confirmé, le 4 septembre 2007, un arrêt de la chambre correctionnelle de la cour d'appel de Dijon du 27 janvier 2006, condamnant un individu à un an d'emprisonnement avec sursis, une interdiction définitive de détenir un animal et 2 000 euros d'amende pour avoir sodomisé son poney,.
La loi du 30 novembre 2021 visant à lutter contre la maltraitance animale et conforter le lien entre les animaux et les hommes, modifie le code pénal en 521-1-1, « Les atteintes sexuelles sur un animal domestique, apprivoisé ou tenu en captivité sont punies de trois ans d'emprisonnement et de 45 000 euros d'amende. » . À titre de peine complémentaire, le tribunal peut interdire la détention d'un animal, à titre définitif ou non ainsi que l'inscription au FIJAIS.
« Art. 521-1-3.-Le fait de proposer ou de solliciter des actes constitutifs d'atteintes sexuelles sur un animal définies à l'article 521-1-1, par quelque moyen que ce soit, est puni d'un an d'emprisonnement et de 15 000 euros d'amende. »
« Art. 521-1-2.-Est constitutif d'un acte de complicité des sévices graves, actes de cruauté ou atteintes sexuelles sur un animal domestique, apprivoisé ou tenu en captivité, prévus au premier alinéa des articles 521-1 et 521-1-1, et est puni des peines prévues aux mêmes articles 521-1 et 521-1-1 le fait d'enregistrer sciemment, par quelque moyen que ce soit et sur quelque support que ce soit, des images relatives à la commission des infractions mentionnées au présent alinéa. Est constitutif d'un acte de complicité de mauvais traitements sur un animal et est puni de l'amende prévue pour les contraventions de la quatrième classe le fait d'enregistrer sciemment, par quelque moyen que ce soit et sur quelque support que ce soit, des images relatives à la commission de l'infraction de mauvais traitements précitée.
« Le fait de diffuser sur internet l'enregistrement de telles images est puni de deux ans d'emprisonnement et de 30 000 euros d'amende.
« Le présent article n'est pas applicable lorsque l'enregistrement, la détention, la diffusion ou la consultation de ces images vise à apporter une contribution à un débat public d'intérêt général ou à servir de preuve en justice. »

### États-Unis et Canada
Aux États-Unis, il n'existe aucune loi fédérale interdisant la zoophilie. En 2017 la zoophilie est illégale dans 45 États américains. La plupart des lois des états sur la zoophilie ont été promulguées entre 1999 et 2017 . Dans certains États, il était considéré que si les tribunaux ne rejettent pas les lois interdisant la sodomie (généralement dans le contexte de l'homosexualité masculine), la zoophilie ne serait pas considérée comme illégale. Cependant, en Floride, il a été démontré que, sans législation spécifique à ce sujet, les lois qui bannissent la cruauté envers les animaux peuvent être impliquées (voir le cas Randol Mitchell). En 2011, dans l'État de l'Ohio, un zoophile, qui avait régulièrement des relations sexuelles avec son chien, a été arrêté et accusé de cruauté envers un animal, bien qu'aucune loi spécifique n'eût interdit les actes de bestialité dans l'Ohio à ce moment-là. Un incident similaire s'est produit à Metairie (Louisiane) en 2012.
Il existe dix-sept États dans lesquels avoir des relations sexuelles avec un animal est un délit : l'Alaska, l'Arkansas, la Californie, la Floride, l'Iowa, la Louisiane, le Maryland, le Maine, le Minnesota, le Missouri, le Nebraska, État de New York, le Dakota du Nord, l'Oregon, la Pennsylvanie, l'Utah et le Wisconsin. Dans dix-sept autres États, c'est un crime majeur ; ils incluent l'Arizona, la Caroline du Nord, la Caroline du Sud, le Dakota du Sud, le Delaware, la Géorgie, l'Idaho, l'Illinois, l'Indiana, le Massachusetts, le Michigan, le Mississippi, l'Oklahoma, Rhode Island, le Tennessee, la Virginie et Washington.
La zoophilie est également un crime grave reconnu à Porto Rico. La bestialité est interdite en Louisiane et en Caroline du Nord sous le terme de « crime contre nature »,.
Au Canada, l'article 160 (1) du Code criminel, partie V, interdit la bestialité.

### Dans d'autres pays

#### Royaume-Uni
Au Royaume-Uni, une loi, adoptée en 2003, concernant les crimes sexuels, interdit toute pénétration vaginale ou anale sur un animal vivant, il en va de même pour l'introduction pénienne d'un animal vivant dans le vagin ou l'anus d'un individu. Les contrevenants peuvent être condamnés à des peines de prison pendant une durée de deux ans minimum.

#### Europe
En Espagne, aucune loi ne réprimande de manière explicite les actes sexuels zoophiles et il n'existe aucune condamnation. Néanmoins, il existe des lois contre la maltraitance faite envers les animaux.
En Allemagne, les relations sexuelles avec des animaux sont illégales depuis 2013. La zoophilie est également réprimandée si elle est pornographique. En Prusse, selon Voltaire, Frédéric le Grand faisait preuve au XVIIIe siècle d'une grande tolérance. À l’époque nazie, le paragraphe 175b du Code civil du 1er septembre 1935 punissait de prison et – éventuellement – de la privation des droits civiques les rapports sexuels avec les animaux. Cette disposition a été annulée le 1er septembre 1969. Entre 1969 et 2013, l’article 184 punissait de prison jusqu’à trois ans ou d’amende la diffusion d’écrits zoophiles mais non, semble-t-il, leur simple détention. L'Allemagne de l'Est, avant la réunification des deux Allemagnes, ne possédait aucune loi concernant la zoophilie, mais la pornographie était fortement restreinte. Il existait des lois de protection des animaux nommées (Tierschutzgesetz).

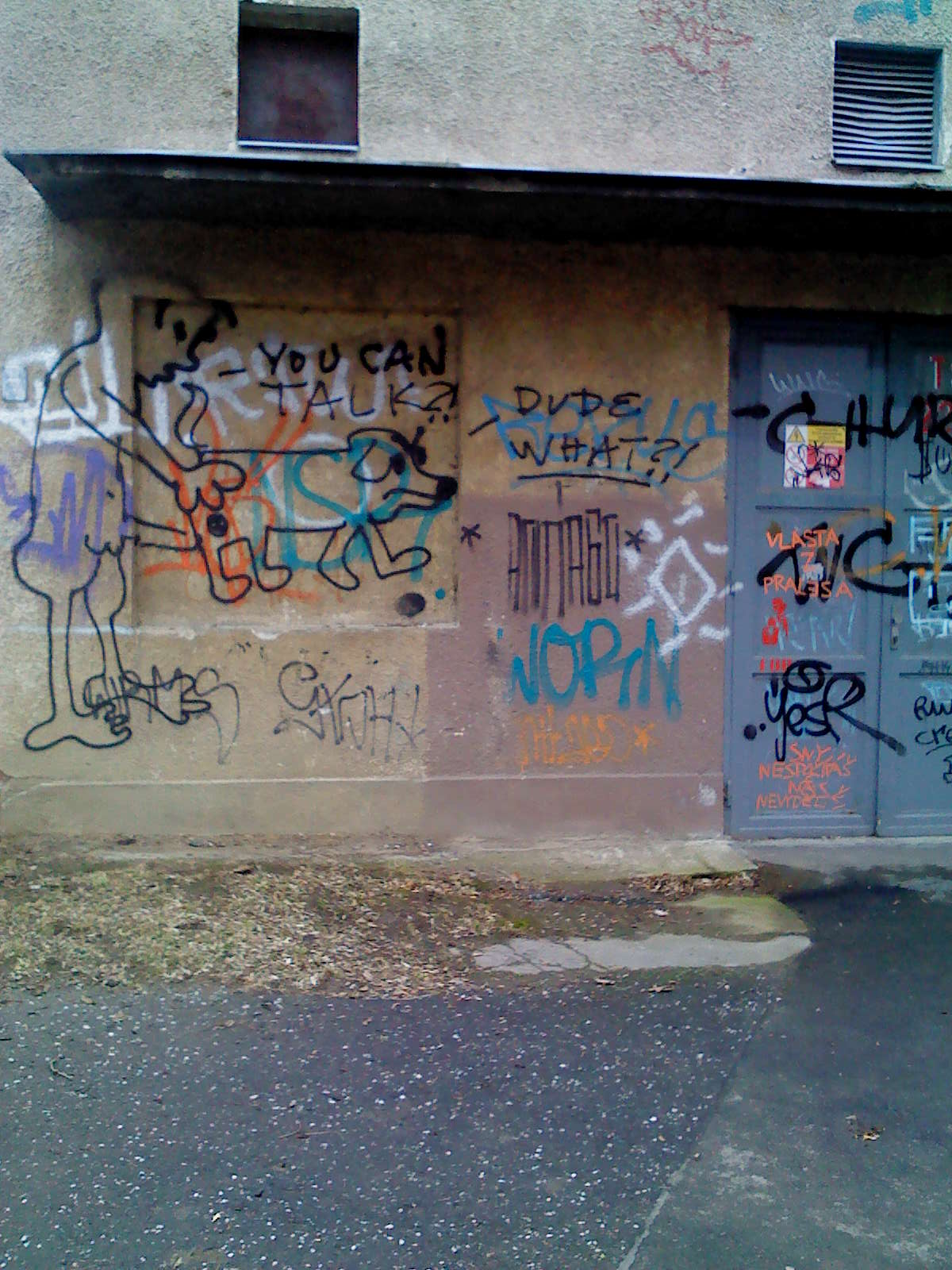
Graffiti d'une scène zoophile, Prague (République tchèque), 2012

En Belgique, la zoophilie était légale jusqu'en 2007. Cependant, les vidéos zoophiles étaient déjà considérées comme illégales, selon une décision de justice en 2006 faite contre un homme qui avait des relations sexuelles avec des chiens dans un refuge pour lequel il avait travaillé. Il n'a pas été reconnu coupable de maltraitance envers des animaux, mais a été reconnu coupable d'outrage public aux mœurs pour avoir partagé des vidéos zoophiles par le biais de son site internet. L'organisation belge de défense des droits des animaux Gaia, qui avait déposé plainte, a fait appel en vain de la décision du tribunal.
Aux Pays-Bas, la zoophilie devient illégale en 2010[réf. nécessaire].
En Bulgarie, Hongrie et Roumanie, la zoophilie n'est pas sanctionnée par les lois, tout en étant généralement considérée comme une perversion ; seule la cruauté physique faite à l'animal (zoosadisme) est punie.
En Norvège, elle est illégale. Une loi est adoptée en novembre 2008.
Au Danemark, elle n'était pas interdite. En 2006, une loi pour interdire la zoophilie a été proposée mais elle a été, par la suite, rejetée car le Conseil d'éthique animale danois considérait que les lois existantes étaient une protection suffisante. Elle est finalement pénalisée en avril 2015. 
À ce jour[Quand ?], la Finlande, la Roumanie et la Hongrie sont les derniers pays d'Europe où elle reste légale.
En Finlande, la zoophilie est légale tant qu'aucune blessure physique n'est infligée à l'animal ; anciennement reconnue illégale mais légalisée en 1971. Les partages de vidéos zoophiles pornographiques sont légaux, mais leur commerce est illégal.
En Russie, la zoophilie, comme toutes les pratiques autres qu'hétérosexuelles entre adultes consentants, est considérée comme une maladie mentale et peut valoir un internement psychiatrique d'office ; si le propriétaire de l'animal porte plainte, cela peut devenir un crime susceptible d'être puni de prison.
En Suisse, les articles 135 et 197 du code pénal interdisent la diffusion et la possession (depuis 2001) de pornographie ou de scènes de violence impliquant des animaux.
En Turquie, la zoophilie, comme toutes les pratiques autres qu'hétérosexuelles entre adultes soit célibataires, soit mariés ensemble, est considérée comme un crime susceptible d'être puni de prison.

#### Asie, Australie et Amérique du Sud
En Australie, les lois contre la maltraitance des animaux en général sont impliquées dans la législation nationale. Jusqu'en 2011, les relations sexuelles avec les animaux étaient considérées comme légales dans les territoires de la capitale australienne et du territoire de la baie de Jervis,. La zoophilie est désormais illégale en Australie, mais chaque État australien peut abroger, si souhaité, la législation.
En Inde, la zoophilie est illégale conformément à l'article 377 du CPI (code pénal indien).
Au Japon, la zoophilie n'est pas mentionnée dans la loi, mais la cruauté physique faite à l'animal (zoosadisme) est punissable.
Au Mexique, la bestialité est légale et n'a pas de pénalités,.

#### Afrique
En Zambie, la zoophilie est illégale. L'article 115 du code pénal interdit les « actes contre nature », notamment « les relations charnelles avec un animal »,.
Au Ghana, elle est illégale. La « connaissance charnelle contre nature » n'est pas autorisée en vertu du Code criminel du Ghana.
En Éthiopie, la bestialité est illégale et « punie par la loi ».

## Débat
En raison de sa nature controversée, plusieurs arguments en faveur et en défaveur de la zoophilie ont été développés.

### Défaveur
Si l'amour platonique pour les animaux est habituellement perçu comme positif, de nombreux groupes sociaux expriment leur opposition envers les activités sexuelles avec des animaux, pour des raisons qui peuvent être religieuses (non-conformité avec la sexualité telle qu'elle est définie par les textes sacrés), moraux (sujétion, soumission, aliénation de l'animal à l'être humain), éthiques (droits des animaux), psychologiques (risques de désocialisation), médicaux (transmission de pathogènes d'une espèce à l'autre) et sociaux (exclusion).
La zoophilie est perçue au Royaume-Uni comme un trouble comportemental. Andrea Beetz explique qu'il existe une évidence dans laquelle les approches violentes zoosadiques sexuelles vers un animal sont liés à un « comportement violent ». Beetz explique que les animaux peuvent être traumatisés même par des activités sexuelles pacifiques faites par un humain ; cependant, Beetz explique également que dans certains cas, une bestialité non violente peut être réciproquement jouissive pour les humains et les animaux.
La Humane Society of the United States (HSUS ; société des États-Unis pour la protection des animaux) évoque une explication similaire du fait que les animaux ne possèdent pas la même capacité de penser que les humains et qu'ils sont incapables de donner pleinement leur consentement. La HSUS explique que chaque relation sexuelle entre humain et animal est abusive, qu'elle implique ou non des dommages physiques. Dans son étude de 1993, Dr Frank Ascione explique que « la bestialité peut être considérée comme abusive même lorsqu'aucun dommage physique n'est fait à l'animal ».

### Faveur

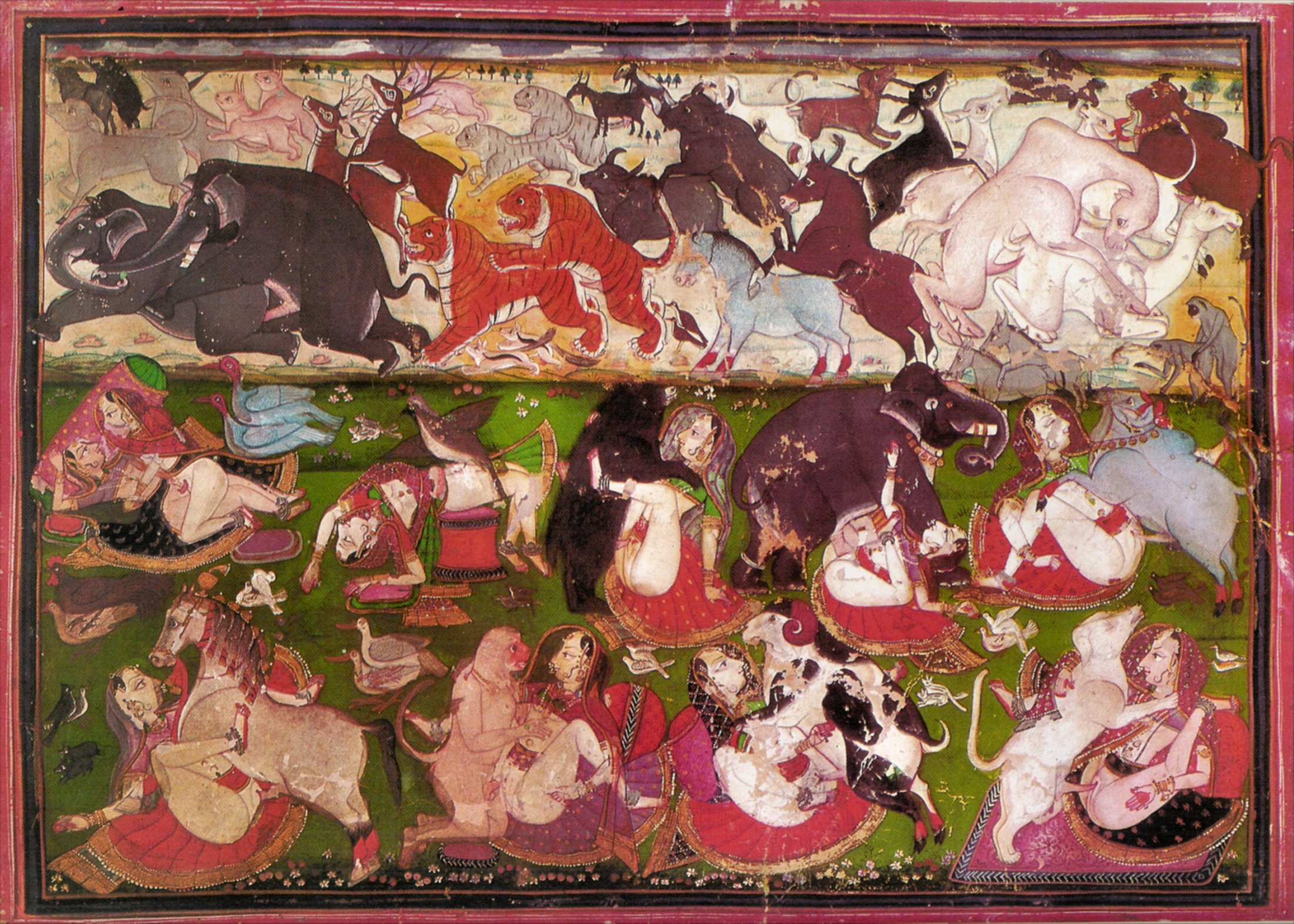
Scène de zoophilie, miniature indienne du XVIIIe siècle non sourcée.

Certains partisans en faveur de la zoophilie expliquent que le sujet du « consentement » est discrédité car les pratiques humaines n'impliquent aucunement le consentement de l'animal. Ils soutiennent également que la bestialité n'implique pas « la maltraitance des animaux » car il n'existe aucun acte de cruauté chez les individus zoophiles ; ils affirment aussi que l'activité sexuelle avec des animaux peut être, ou non, dangereuse pour la santé (similaire à l'activité sexuelle humaine).
Selon le chercheur Miletski, les animaux bénéficient parfois d'attentions sexuelles. Parfois, un animal peut s'initier à une rencontre sexuelle de son propre gré. Des animaux comme les chiens peuvent participer volontairement à des activités sexuelles avec des humains et « semblent apprécier les plaisirs que prodigue l'interaction sexuelle avec un être humain. » Les propriétaires d'animaux savent habituellement ce que leur animal aime ou non. La plupart des individus peuvent expliquer la manière dont un animal peut être touché. Ceux qui préconisent la zoophilie voient cela comme une façon, pour un animal, de donner son consentement.
Le philosophe utilitariste et auteur Peter Singer soutient que la zoophilie est éthique si aucun mal n'est fait aux animaux. Il en parle dans l'un de ses articles (intitulé Heavy Petting), et explique que les activités zoophiles ne doivent pas refléter la cruauté et que des relations entre humains et animaux peuvent être consentantes. Singer et d'autres ont soutenu que l'aversion des gens pour la bestialité est en partie causée par un spécisme irrationnel et l'anthropocentrisme,. Parce que le sexe interspécifique se produit dans la nature, et parce que les humains sont des animaux, il a fait valoir que l'activité zoophile n'est pas « contre nature » et n'est pas intrinsèquement immorale,. L'apologie que fait Singer de la zoophilie, qui a été attaquée comme relevant d'une forme de barbarie envers les animaux, relève selon la philosophe Élisabeth Roudinesco d'une double origine : l'instauration par Singer d'une nouvelle frontière définissant l'humanité, dans un système où les grands singes auraient un caractère « « plus humain » que les humains atteints de folie, de sénilité ou de maladies neurologiques », et l'appui sur les revendications du biologiste Midas Dekkers qui soutient que les animaux éprouveraient une attirance sexuelle pour les humains, et qui appelle à la levée du tabou.
La majorité des zoophiles affirment qu'ils ne sont pas cruels envers les animaux, et beaucoup d'entre eux se présentent comme des partisans de la protection des animaux et les droits des animaux. L'expression « phobie zoophile » a été utilisée par certains pour décrire la peur irrationnelle des zoophiles, les attitudes négatives, le dégoût, les préjugés et la haine envers eux[réf. nécessaire].

## Histoire

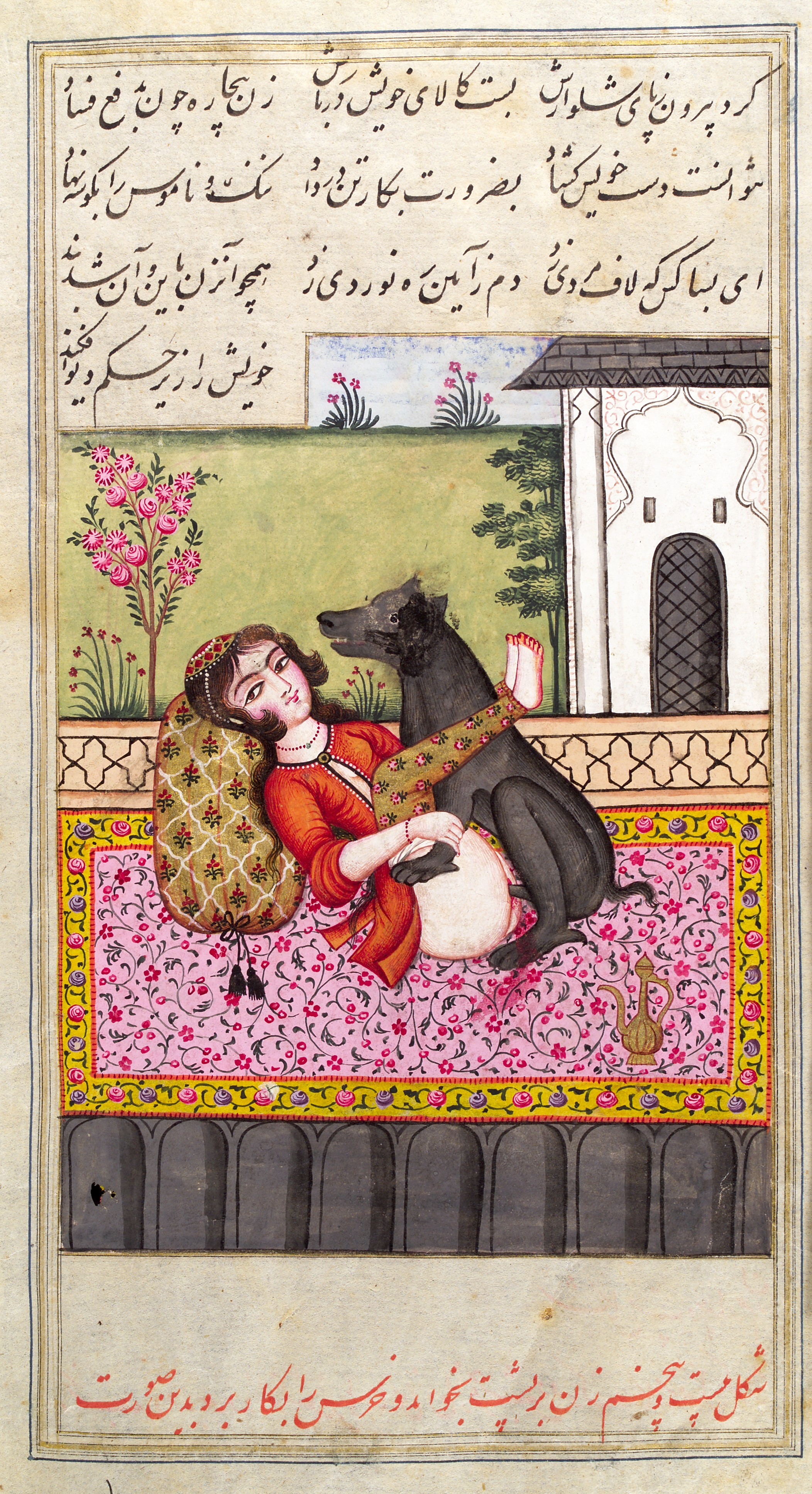
Miniature iranienne du XVe siècle non sourcée.

En France, en 1601, le Parlement de Paris condamne à mort Claudine de Culam, née à Rozay-en-Brie, âgée de 16 ans, domestique pendant quatre ans chez Monsieur le Prieur de Reverecourt, « convaincue d'avoir eu habitation charnelle avec un chien blanc tacheté de roux […], à être pendue et étranglée à une potence avec ledit chien blanc tacheté de roux. »
Dans ce cas, les magistrats — à la demande expresse de la mère qui était sûre de l'innocence de sa fille — acceptèrent une étude scientifique et pragmatique. Claudine, qui avait été surprise selon des témoins en état « d'habitation charnelle » avec un chien a été emmenée devant une cour composée uniquement de femmes ayant le statut d'« expert », dans une chambre adjacente à la cour d'appel. Le chien la rejoignit dans cette pièce. Le comité fit déshabiller la jeune fille pour l'examiner en quête d'éventuelles griffures, mais immédiatement le chien, sans attendre d'avoir été invité, lui sauta dessus et la prit en levrette. « Une relation sexuelle s'est produite et nous avons dû intervenir » a écrit le collège d'experts dans son rapport officiel. Sur les bases des témoignages et de ce rapport, le chien et la jeune fille ont été étranglés et leurs corps brûlés, leurs cendres jetées aux vents pour qu'il ne reste rien de cet accouplement,. 
Le cas exposé ci-dessus vient du livre de Ludovico Hernandez, Les procès de bestialité au XVI et XVII siècles qui prétend avoir tout tiré des archives et qui n'est absolument pas une source fiable. 

## Culture et société
Différentes études (notamment les rapports de Kinsey, en 1953, concernant les femmes), menées par différents spécialistes dans le domaine des mœurs sexuels, indiquent que 4 à 7 % de la population américaine a eu au moins une fois un rapport sexuel avec un animal.
En 1969, Linda Lovelace, célèbre actrice pornographique, avait participé au premier film zoophile mondialement commercialisé  Dogarama (aussi connu sous le titre de Dog Fucker). En 1973, Nancy Friday, dans My Secret Garden, clamait haut et fort certains fantasmes féminins zoophiles et soulignait que le passage à l'acte est plus courant qu'il ne pourrait être soupçonné.
En 2005, Kenneth Pinyan, dit M. Hands, originaire d'Enumclaw (État de Washington), décède d'une hémorragie interne à la suite de la perforation du colon après avoir eu une relation avec un étalon. Son cas a entraîné la création d'une loi anti-zoophilie dans l'État de Washington réprimant tout acte et vidéo sexuels.
En 2010, des affaires d'abus sexuels sur animaux scandalisent la Slovénie, après la découverte du corps d'un médecin de renom, déchiqueté par ses chiens tandis qu'il les violait. Au moment de la découverte du cadavre, le Dr Barevic était complètement nu et ne portait qu'une ceinture à laquelle était attaché un godemiché. Après vérifications, il s'est avéré que l'homme violait ses animaux depuis plusieurs années. Les enquêteurs pensent qu'il pourrait y avoir un réseau de zoophilie sous cette affaire. D'autres personnalités très haut placées auraient également participé à des abus sexuels sur ces chiens.
La zoophilie est fréquemment perçue comme un vice, une perversion ou une déviance. Elle fut longtemps considérée comme déviance au même titre que la sodomie. Pour certaines législations actuelles, elle n'est considérée comme illégale que lorsqu’elle s'accompagne d'actes de cruauté envers des animaux. Internet donne à la zoophilie un nouvel essor qui l'a fait sortir de la clandestinité pour être largement exploitée par une industrie pornographique. Le tabou et l'interdit ont donné essor à un marché où certaines actrices ne jouent qu'avec des animaux[réf. nécessaire].

## Médias

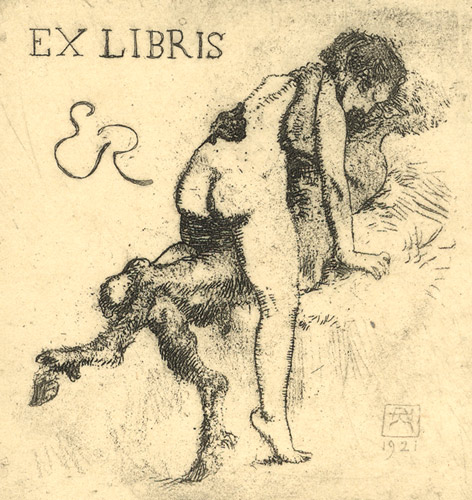
Femme avec un faune (1921), ex-libris d'Armand Rassenfosse.

### Arts
Des représentations artistiques de la zoophilie sont présentes dans les peintures rupestres et dans d'anciennes sculptures. Dans la littérature, Les Mille et Une Nuits font état de deux scènes manifestes de zoophilie, et le roman latin L'Âne d'or d'Apulée évoque également une scène où une femme s'accouple avec un âne.

### Contes
- Le Roi Porc (1550), conte figurant dans Les Nuits facétieuses de Giovanni Francesco Straparola.

### Cinéma et télévision
- Le cinéaste José Mojica Marins a tourné plusieurs films contenant des scènes zoophiles[89].
- Tout ce que vous avez toujours voulu savoir sur le sexe sans jamais oser le demander (1972) de Woody Allen. Gene Wilder y joue le rôle d'un psychanalyste amoureux d'une brebis.
- Vase de noces (1974), film belge de Thierry Zéno. Dans cette fable, un jeune homme vit seul dans sa ferme ; il partage le quotidien des animaux qui sont sa seule compagnie, jusqu'à entretenir des rapports avec sa truie.
- La Bête (1975) de Walerian Borowczyk basé sur la légende de la bête du Gévaudan, dans lequel une noble française a des relations sexuelles avec une créature monstrueuse qui ressemble à un chien géant.
- Padre padrone (1977) de Paolo et Vittorio Taviani montre lors d'une séquence des paysans se livrant à des actes zoophiles sur des poules et des ânes.
- La Ballade de Narayama (1983) de Shohei Imamura contient une scène de zoophilie assez explicite entre un homme et une chienne.
- Max mon amour (1986) de Nagisa Ōshima avec Charlotte Rampling et Anthony Higgins (Max étant un gorille).
- Bully (film, 2001) de Larry Clark montre le personnage de Donny (incarné par Michael Pitt) embrasser un chien sur la bouche.
- Pretty Persuasion (2005) de Marcos Siega dans lequel le personnage principal, Kimberly Joyce (Evan Rachel Wood), est obsédé par le fait que sa belle-mère puisse avoir des relations sexuelles avec son chien, jusqu'à même imiter le cri de jouissance du chien, même s'il est fortement suggéré que c'est son père (James Woods) qui a des relations avec ce chien.
- Juste une fois ! (2006) de Bob Goldthwait dans lequel l'héroïne a un secret inavouable : dans sa jeunesse, elle a eu un rapport bucco-génital avec un chien.
- Black Sheep (2006) de Jonathan King comporte une scène où un accouplement entre un homme et une brebis est suggéré.
- Sa Majesté Minor (2007) de Jean-Jacques Annaud.
- Zoo (documentaire, 2007) de Robinson Devor, est un documentaire qui relate l'histoire de Kenneth Pinyan. Ce documentaire a été diffusé au Festival de Cannes 2007 au mois de mai.
- Molina's Ferozz (2010) de Jorge Molina Enríquez (en) contient une scène de zoophilie explicite entre une jeune femme (l'actrice Dayana Legrá) et un chiot.
- Dans un épisode de la première saison de la série The Shield (série télévisée) (2002), Vic (Michael Chiklis) et ses hommes surprennent des étudiants en train de sodomiser des chèvres.
- Dans un épisode de la quatrième saison de la série Nip/Tuck (2006), une patiente (Shari Noble) s'étant fait arracher les tétons a des relations sexuelles avec son chien, un boxer que son mari abat à la fin de l'épisode pour mettre fin à cette « relation ».
- Plusieurs épisodes de South Park font allusion à la zoophilie.
- L'émission Groland a plusieurs fois mis en scène des actes zoophiles simulés.
- Dans la série télévisée Sons of Anarchy (2008 - 2014), il est insinué plusieurs fois que Tig (Kim Coates) aime avoir des relations sexuelles avec des animaux.
- Dans la comédie érotique American Pie présente : Campus en folie, l'un des protagonistes a réalisé une sodomie sur un bouc ; l'acte n'est pas censuré.
- En juin 2011, le comédien Stephen Colbert discute brièvement d'observation des dauphins zoophilie (c'est au cours d'un segment à propos du mariage homosexuel à New York)[90].
- Dans le premier épisode de la série Black Mirror, le premier ministre britannique doit avoir une relation sexuelle avec une truie, en direct à la télévision, s'il veut que la princesse soit libérée par son ravisseur.

### Musique
- Le Gorille, chanson de Georges Brassens, évoque un gorille violant un être humain (en l'occurrence, un juge).
- Ophélie, chanson de Jad Wio sur l'album Contact, parle d'un spectacle sexuel entre une femme et un cheval.
- Fack, chanson du rappeur Eminem, évoque la pratique du gerbilling.